# Шлюпи типу 24
Шлюпи типу 24 (англ. 24-class sloop) — клас військових кораблів з 22 шлюпів, випускалися британськими суднобудівельними компаніями з 1917 по 1918 рік. Шлюпи цього типу перебували на озброєнні ескортних сил Королівських військово-морських флотів Великої Британії, Австралії та Імперського флоту Японії та активно діяли в ході Другої світової війни.
Шлюпи типу 24 були класом тральщиків, похідними від попереднього шлюпа класу «Флавер», але розроблені, щоб виглядати двостороннім. 24 кораблі цієї конструкції (звідси і назва класу) були замовлені між груднем 1916 і квітнем 1917 року згідно з Надзвичайною воєнної програмою Королівського флоту в Першій світовій війні, хоча два з них були скасовані перед спуском на воду. Усі вони були названі на честь відомих скакових коней (переможців Дербі), але вони не були названі класом «Скакові коні», оскільки Адміралтейство зрозуміло, що це можна легко сплутати з класом тральщиків «Рейскурс», і вони офіційно стали типом 24.
Як і попередні шлюпи типу «Флавер», це були одногвинтові шлюпи для розміновування, які майже повністю використовувалися для тралення мін, хоча до перемир'я в 1918 році до строю увійшло лише десять одиниць. Однак вони мали ідентичні рубки та гарматні щити на обох кінцях судна, з прямими стебла і корми. Крім того, чотири з завершених мали одну щоглу позаду центральної воронки, а решта мали щоглу попереду воронки. Симетрична конструкція була доповнена фальшивими якорями на кормі, щоб заплутати противника.

## Шлюпи типу 24
Позначення
| №  | Корабель       | Номер вимпелу | Верф                                            | На честь (переможці кінних перегонів) | Закладено         | Спущено          | У строю       | Статус |
| -- | -------------- | ------------- | ----------------------------------------------- | ------------------------------------- | ----------------- | ---------------- | ------------- | --- |
| 1  | «Ард Патрік»   | T.95          | Swan, Hunter & Wigham Richardson Ltd, Волсенд   | Ард Патрік                            | 24 грудня 1917    | 6 червня 1918    | 6 липня 1918  | 1 грудня 1921 року списаний на брухт |
| 2  | «Бенд Ор»      | T.#9          | Barclay Curle, Вайтінч                          | Бенд Ор                               |                   | 24 вересня 1918  |               | 12 серпня 1920 року проданий на брухт |
| 3  | «Цицеро»       | T.3# N.79     | Swan, Hunter & Wigham Richardson Ltd, Волсенд   | Цицеро                                | 1918              | 26 липня 1918    | серпень 1918  | 1 грудня 1921 року проданий на брухт |
| 4  | «Донован»      | T./6          | Greenock & Grangemouth Dockyard Company, Грінок | Донован                               |                   | 27 квітня 1918   |               | 15 листопада 1922 року проданий на брухт |
| 5  | «Флаїнг Фокс»  | T.00          | Swan, Hunter & Wigham Richardson Ltd, Волсенд   | Флаїнг Фокс                           |                   | 28 березня 1918  |               | 24 березня 1920 року переведений до Резерву Флоту; 1973 року розібраний на брухт |
| 6  | «Гарвестер»    | T.11          | Barclay Curle, Вайтінч                          | Гарвестер                             |                   | 2 листопада 1918 |               | у серпні 1922 року розібраний на брухт |
| 7  | «Ірокез»       | T.#2          | Barclay Curle, Вайтінч                          | Ірокез                                | 1918              | 24 серпня 1918   |               | 1922 року перероблений на дослідне судно. 28 червня 1937 року проданий на брухт |
| 8  | «Айсінглас»    | N.1A          | Barclay Curle, Вайтінч                          | Айсінглас                             | 1918              | 5 березня 1919   |               | 12 серпня 1920 року проданий на брухт |
| 9  | «Ладас»        | T.99          | Osbourne Graham & Company, Сандерленд           | Ладас                                 |                   | 21 вересня 1918  |               | 6 листопада 1920 року проданий на брухт |
| 10 | «Мері Гемптон» | T.99          | Blyth Shipbuilding & Dry Dock Company, Блайт    | Мері Гемптон                          |                   | 19 грудня 1918   |               | В лютому 1923 року перероблений на гідрографічне судно, перейменовано на «Геральд». Затоплений у лютому 1942 року в Селетарі (Сінгапур), але в жовтні 1942 року врятований японським флотом, відновлений і перейменований на «Хейо». 14 листопада 1944 року підірвався на міні та затонув |
| 11 | «Мінору»       | N.A3          | Swan, Hunter & Wigham Richardson Ltd, Волсенд   | Мінору                                | 1918              | 6 червня 1919    | серпень 1919  | 25 лютого 1920 року розібраний на брухт |
| 12 | «Орбі»         | T.17          | Swan, Hunter & Wigham Richardson Ltd, Волсенд   | Орбі                                  | 1918              | 22 жовтня 1918   |               | 15 листопада 1922 року проданий на брухт |
| 13 | «Ормонд»       | N.A0          | Blyth Shipbuilding & Dry Dock Company, Блайт    | Ормонд                                |                   | 8 червня 1918    |               | 6 серпня 1937 року проданий на брухт |
| 14 | «Персіммон»    | T.4           | Osbourne Graham & Company, Сандерленд           | Персіммон                             |                   | 4 березня 1919   |               | 13 жовтня 1922 року проданий на брухт |
| 15 | «Роксенд»      | N.77          | Swan, Hunter & Wigham Richardson Ltd, Волсенд   | Роксенд                               |                   | 10 липня 1918    |               | 15 листопада 1922 року проданий на брухт |
| 16 | «Сейнфойн»     |               | Greenock & Grangemouth Dockyard Company, Грінок | Сейнфойн                              |                   | 10 червня 1918   |               | 15 листопада 1922 року проданий на брухт |
| 17 | «Сефтон»       |               | Barclay Curle, Вайтінч                          | Сефтон                                |                   | 6 липня 1918     |               | у серпні 1922 року проданий на брухт |
| 18 | «Сільвіо»      |               | Barclay Curle, Вайтінч                          | Сільвіо                               | 27 листопада 1917 | 11 травня 1918   |               | У грудні 1924 року переданий Королівському флоту Австралії та у квітні 1925 року стало дослідницьким кораблем «Морсбі». З 1940 року судно супроводу. Продано на брухт 1946 року в Ньюкаслі, Новий Південний Уельс                                                                         |
| 19 | «Сер Бевіс»    | T.93          | Barclay Curle, Вайтінч                          | Сер Бевіс                             |                   | 12 квітня 1918   |               | у вересні 1923 року переведений до Резерву Флоту, перейменований на «Ірвелл»; 1926 року перейменований на «Іглет». 1973 року розібраний на брухт |
| 20 | «Сер Г'юго»    | T.3#          | Greenock & Grangemouth Dockyard Company, Грінок | Сер Г'юго                             | 1918              | 20 вересня 1918  | 1919          | 25 червня 1930 року розібраний на брухт |
| 21 | «Сер Вісто»    | T./3          | Osbourne Graham & Company, Сандерленд           | Сер Вісто                             | 1918              | 4 грудня 1918    | березень 1919 | 12 серпня 1920 року проданий торговельному флоту, перероблений на судно Fanny Mazza |
| 22 | «Спермінт»     | T.#7          | Swan, Hunter & Wigham Richardson Ltd, Волсенд   | Спермінт                              | 1918              | 23 вересня 1918  | жовтень 1918  | 29 листопада 1922 року проданий на брухт |

- Будівництво шлюпів HMS Galtee More і HMS Sunstar скасовано